# تشيوسا دي بيسيو
تشيوسا دي بيسيو هي كومونا (بلدية) مكونة من 3650 نسمة  في مقاطعة كونيو في منطقة بيدمونت الإيطالية، وتقع حوالي 80 كم جنوب تورين تقريبا وحوالي 15 كم جنوب شرقي كونيو على الحدود مع فرنسا.

## جغرافيا
تقع تشيو دي بيسيو في بداية وادي بيسيو الذي يتراوح ارتفاعه من 575 مترًا من المدينة الرئيسية إلى أكثر من 2600 متر من أعلى القمة حيث القرى الصغيرة الرئيسية مثل سان بارتولوميو وفينيا وتقع في الجزء العلوي من الوادي قرية كومبو وسانتا ماريا روكا وابراو التي تقع أكثر في السهول ويعبر نهر بيسيو الوادي بأكمله ويسمى نبعه «بيس» (على ارتفاع 1500 متر فوق مستوى سطح البحر). تقع المدينة بين جبلين جبل كافانيرو ومومبريسون. في الأول توجد أنقاض قلعة ميرابيلو التي تهيمن على المدينة وفي الثاني يوجد مبنى للصيد يعود إلى القرن التاسع عشر وتبعد تشيوسا دي بيسيو15كيلومترا من كونيو وأقرب طريق سريع في موندوفي (يسمى A6 تورينو سافونا) حيث يقع على بعد حوالي 20 على بعد كم من جنوب تشيوسا دي بيسيو